# آنخل خیمنز
آنخل خیمنز (انگلیسی: Ángel Jiménez؛ زادهٔ ۲۲ ژوئن ۲۰۰۲) بازیکن فوتبال اهل اسپانیا است که در پست دروازه‌بان برای کلاب ریکراتیو گرانادا بازی می‌کند.